# Waringstown
Waringstown är en ort i Storbritannien.   Den ligger i riksdelen Nordirland, i den västra delen av landet, 500 km nordväst om huvudstaden London. Waringstown ligger 50 meter över havet och antalet invånare är 2 856.
Terrängen runt Waringstown är platt. Runt Waringstown är det ganska tätbefolkat, med 179 invånare per kvadratkilometer. Närmaste större samhälle är Lisburn, 19,7 km nordost om Waringstown. Trakten runt Waringstown består i huvudsak av gräsmarker.